# Syllepte dioptalis
Syllepte dioptalis là một loài bướm đêm trong họ Crambidae.